# Бистрий потік (притока Слатіни)
Бистрий потік (словац. Bystrý potok) — річка; права притока Слатіни, протікає в окрузі Детва.
Довжина приблизно 7.5-8.0 км. Витік знаходиться в горах Поляна (геоморфологічна підодиниця Висока Поляна; схил гори Поляна) — на висоті 1310 метрів.
Протікає територією села Гріньова. Впадає в Слатіну на висоті приблизно 405 метрів.